# Herminia nemoralis
Herminia nemoralis là một loài bướm đêm trong họ Noctuidae.